# Kerygmachela
Kerygmachela foi um gênero de organismo desprovido de olhos do Lagerstätte Sirius Passet, do Cambriano da Groenlândia. Sua anatomia sugere fortemente que ele, junto com seu parente o gênero Pambdelurion, eram Radiodontes ou parentes destes. O nome de sua espécie, kierkegaardi, homenageia o filósofo dinamarquês Søren Kierkegaard.
Ele possuía um par de apêndices bem desenvolvidos que tinham espinhos longos, correspondendo ao tradicional membro de alimentação dos Dinocaridida. Sua boca cônica se localiza entre os apêndices.Também possuía onze pares de lóbulos laterais juntamente com onze pares de pernas,e uma cauda.
Seus membros anteriores sugerem que tenha sido um predador, contudo sua pequena boca leva a suposição de caça de presas muito pequenas.[carece de fontes?]